# Whitney (Nebraska)
Whitney è un comune degli Stati Uniti d'America, situato nello Stato del Nebraska, nella Contea di Dawes.